# Iva Vojtková
Iva Vojtková, roz. Hejdová, (* 2. září 1957 Česká Třebová) je česká disidentka a politička za ODS. Za totality byla s manželem Františkem Stárkem odsouzena za pobuřování tiskem. Po roce 1989 byla např. redaktorkou, tiskovou mluvčí Vrchního státního zastupitelství v Praze, Magistrátu hlavního města Prahy a Prahy 3. V roce 2022 kandidovala na starostku městské části Praha 3 za Koalici pro Prahu 3 (ODS a KDU-ČSL). Dříve bydlela v Praze 6, kde podporovala svého syna a spolustraníka Jakuba Stárka, taktéž politika ODS.